# Departamento Escalante
Escalante es un departamento de la provincia del Chubut, Argentina.
El departamento tiene una superficie de 14.015 km² y limita al norte con los departamentos de Ameghino, Mártires y Paso de Indios, al oeste con el de Sarmiento, al sur con la provincia de Santa Cruz, y al este con el océano Atlántico. Junto con el Departamento Deseado forman la Cuenca del Golfo San Jorge.

## Demografía
El censo 2010 arrojó una población de 186.583. Siendo la variación del 29,9% más que los 143.689 habitantes del censo 2001. La población tuvo un índice de masculinidad positivo se compone de 93.795 varones y 92.788 mujeres. En tanto, los hogares ascendían a 56.875. Esta cifra lo ubicó como el más poblado de la provincia en la región patagónica austral.
El censo de 2022 reveló que el departamento desaceleró su crecimiento al arrojar 215.453 habitantes. Como dato relevante la población se divide en tres componentes principales: Comodoro Rivadavia que concentra 201.228 habitantes y Rada Tilly el otro municipio que se compone de 13.496 pobladores. Ambos municipios reúnen  214.724 habitantes quedando tan solo 729 habitantes distribuidos en diferentes localidades pequeñas como Bahía Bustamante o como población rural dispersa.
| Población | 22.317 | 56.777   | 78.479  | 100.997 | 129.229 | 149.898 | 186.583 | 215.453 |
| Variación | -      | +154,41% | +38,22% | +28,69% | +27,95% | +11,18% | +29,9%  | +15,5%  |

Fuente: Instituto Nacional de Estadísticas y Censos, INDEC
| Gráfica de evolución demográfica de Escalante entre 1947 y 2022 |
|                                                                 |
| Fuente: Censos nacionales del INDEC                             |

## Localidades

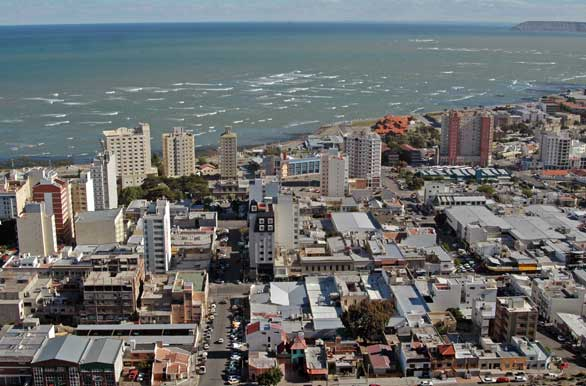
Comodoro Rivadavia, la ciudad cabecera del departamento.

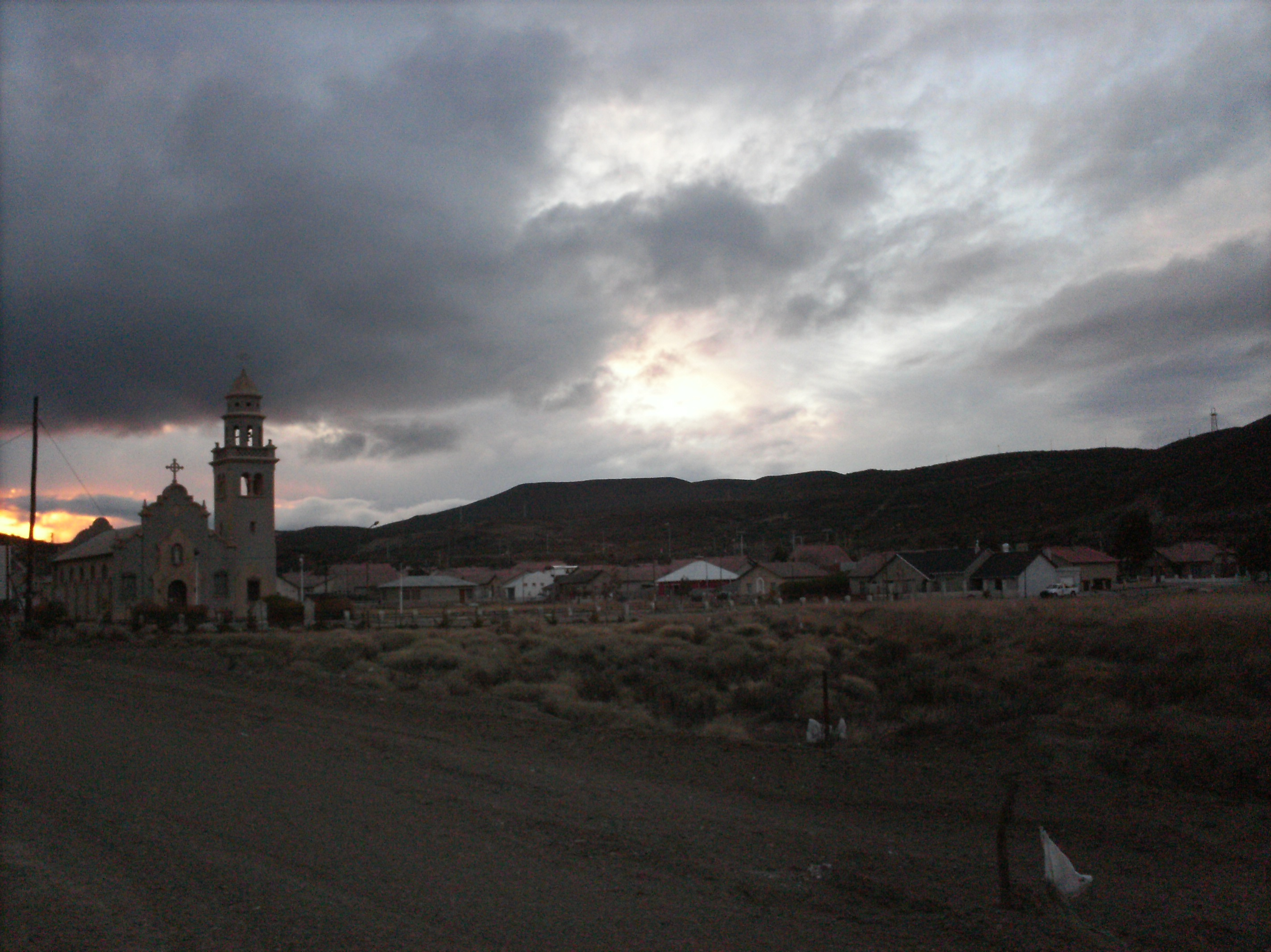
Diadema Argentina una localidad rural del departamento, aunque está a 27 km de Comodoro es un barrio de esta ciudad.

### AglomeradoComodoro Rivadavia - Rada Tilly
- Comodoro Rivadavia
- Acceso Norte
- Barrio Militar - Aeropuerto
- Caleta Córdova
- Caleta Olivares
- Castelli
- Ciudadela
- Cuarteles
- Don Bosco
- General Mosconi
- Gas del Estado
- Güemes
- Laprida
- Manantial Rosales
- Próspero Palazzo
- Presidente Ortiz
- Rada Tilly
- Restinga Alí
- Rodríguez Peña
- Saavedra
- Sarmiento
- 25 de mayo
- Villa S.U.P.E.

### Localidades rurales relevadas en algún censo
- Astra
- Diadema Argentina
- Bahía Bustamante
- La Herradura

### Localidades de población rural dispersa o deshabitadas
- Pampa Salamanca
- Escalante
- Cañadón Ferrays
- Pampa del Castillo
- Cerro Dragón

- Puerto Visser
- Rocas Coloradas
- Río Chico
- Campamento El Tordillo
- Holdich
- El Trébol
- Cañadón Perdido
- Manantiales Behr